# Kidričevo
Kidričevo este o localitate din comuna Kidričevo, Slovenia, cu o populație de 1.273 de locuitori.